# Stadio Friuli
Stadio Friuli, cunoscut și ca Dacia Arena este un stadion multi-funcțional din Udine, Italia. Arena a fost construită în 1976 și are o capacitate maximă de  41.652 locuri, parțial acoperite, în prezent limitată la capacitatea de 30.642. Stadionul este utilizat în mare parte pentru meciuri de fotbal și este stadionul de casă al clubului Udinese Calcio.

## Campionatul Mondial de Fotbal 1990
Stadionul a fost gazdă la Campionatul Mondial de Fotbal 1990, și a găzduit următoarele meciuri:
| Data       | Echipa #1     | Scor | Echipa #2 | Runda   |
| ---------- | ------------- | ---- | --------- | ------- |
| 1990-06-13 | Uruguay       | 0–0  | Spania    | Grupa E |
| 1990-06-17 | Coreea de Sud | 1–3  | Spania    | Grupa E |
| 1990-06-21 | Coreea de Sud | 0–1  | Uruguay   | Grupa E |